# تینو شیرینزی

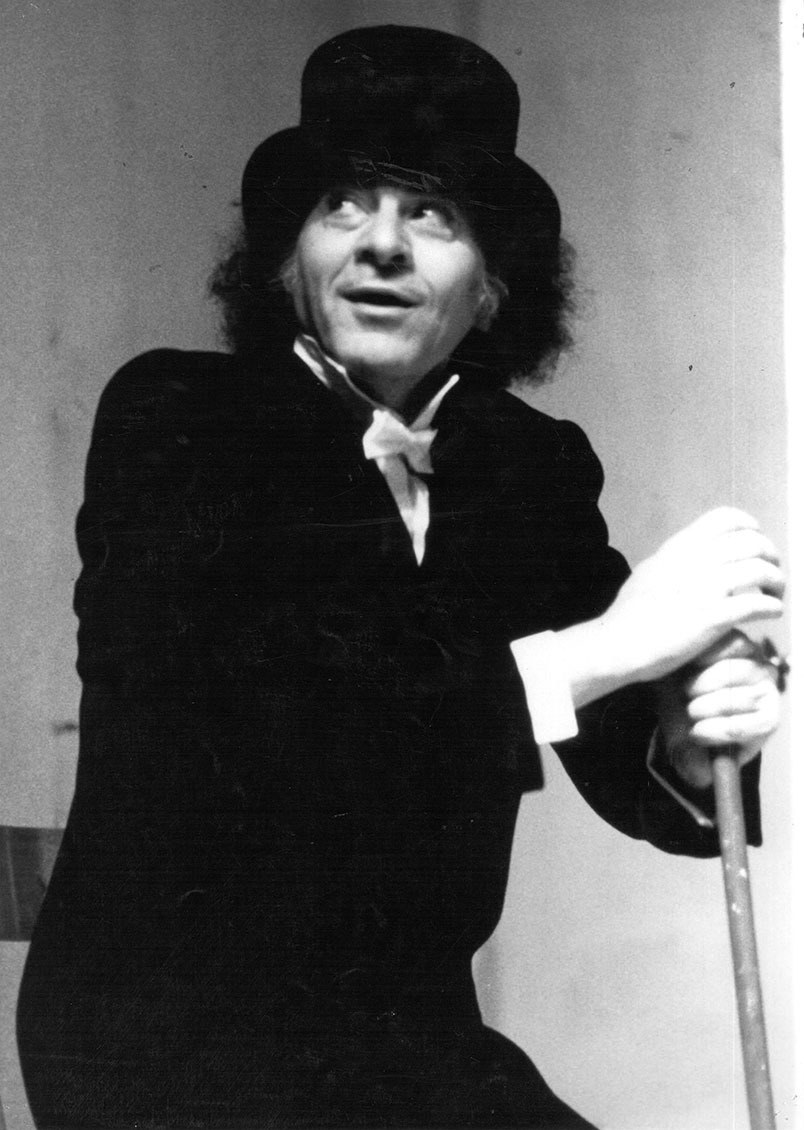

تینو شیرینزی (انگلیسی: Tino Schirinzi؛ ۱۲ اوت ۱۹۳۴ – ۱۸ اوت ۱۹۹۳) یک هنرپیشه اهل ایتالیا بود.
از فیلم‌ها یا برنامه‌های تلویزیونی که وی در آن نقش داشته است می‌توان به سه برادر، شوپن، شیرین‌بیان و ننه اشاره کرد. شیرینزی در سال ۱۹۸۳ برنده جایزه انجمن ملی فیلم ایتالیا بهترین بازیگر نقش مکمل مرد شده است.